# 11 Pułk Artylerii Przeciwlotniczej Lekkiej
11 Pułk Artylerii Przeciwlotniczej Lekkiej (Kadrowy), 11 paplot lek. (k) – oddział artylerii przeciwlotniczej Polskich Sił Zbrojnych.

## Formowanie i zmiany organizacyjne
Pułk został sformowany na podstawie rozkazu L.dz.150/Tjn./Org./45 Szefa Sztabu Naczelnego Wodza z dnia 5 lutego 1945 roku w sprawie „Organizacji i formowania I Korpusu”, i rozkazu uzupełniającego z dnia 27 lutego 1945, jako jednostki w formie skadrowanej, używającego nazwy „kadra 11 pułku artylerii przeciwlotniczej”, jako organiczna jednostka artylerii I Korpusu Polskiego. Faktycznie organizację pułku rozpoczęto 5 czerwca 1945. Rozformowany został w styczniu 1946 r.
Dowódcą pułku został wyznaczony mjr S. Szkutowski.